# Ligueux (Dordogne)
Ligueux – miejscowość i dawna gmina we Francji, w regionie Nowa Akwitania, w departamencie Dordogne. W dniu 1 stycznia 2016 roku z połączenia dwóch ówczesnych gmin – Ligueux oraz Sorges – utworzono nową gminę Sorges et Ligueux en Périgord. W 2013 roku populacja Ligueux wynosiła 287 mieszkańców. 